# Pro bono publico
Pro bono publico, generalmente abreviado como pro bono, es una expresión latina que significa «para el bien público».
Se utiliza para designar al trabajo generalmente jurídico, pero bien puede ser de otra profesión u oficio, realizado voluntariamente y sin retribución monetaria por el bien del interés público. También suele usarse similarmente otra frase latina ad honorem, literalmente «por la honra». Aunque ambas frases pueden considerarse conceptualmente sinónimas, se prefiriere distinguir a esta última para referirse a trabajos del ámbito privado y pro bono para aquellos en el ámbito público.
Un abogado pro bono, por ejemplo, puede asistir a un individuo o grupo de personas, ya sea asistiéndoles acerca de la burocracia del Gobierno, en un caso judicial o apelaciones. En algunos ordenamientos, si se gana el litigio, ocasionalmente el juez puede establecer que la parte que lo ha perdido compense económicamente al abogado pro bono. Sin embargo, no debe confundirse con un abogado de oficio, que ejerce pagado por el Estado.

## Abogacíapro bonopúblico
Abogacía pro bono público es el ejercicio de la profesión de abogado de manera gratuita en causas vinculadas con la defensa del interés público. Cabe distinguir el ejercicio pro bono de la abogacía de oficio o de turno, que no tiene por objetivo la defensa del interés público sino la defensa del ciudadano que no puede permitírselo o envuelto en un proceso penal. Además, este tipo de ejercicio suele estar retribuido por el estado aunque el profesional lo preste de manera voluntaria. 
El abogado que actúa pro bono en causas de interés público no necesariamente asiste a un ciudadano que carezca de recursos para pagar su servicios. El desinterés económico se funda en la causa que se defiende que puede estar relacionada con cuestiones tales como la defensa del patrimonio cultural, la defensa del medio ambiente, la transparencia del obrar de los gobernantes, el comercio justo, la lucha contra la pobreza y la discriminación, las persecuciones políticas, sindicales, raciales o religiosas, o la vigencia de valores del Estado de Derecho que muchas veces pueden quedar desprotegidos pese al normal funcionamiento democrático, por determinados intereses.
En la actualidad, muchos grandes despachos de abogados del mundo dedican una parte de su tiempo a defender este tipo de causas. Además hay muchos abogados que de un modo individual se implican en este tipo de causas. En unos casos como patrocinadores y en otros directamente como parte interesada.

### Argentina
En Argentina, por ejemplo, la Comisión de Trabajo Pro Bono del Colegio de Abogados de la Ciudad de Buenos Aires es un espacio que convoca y reúne a un grupo de abogados que trabajan gratuitamente en casos de interés público y que entienden el Derecho como una herramienta de cambio social y de modificación de políticas públicas. Dicha comisión, que trabaja asociada a organizaciones pares del continente americano, funciona como nexo entre las personas o entidades que requieren servicios de abogacía pro bono y los profesionales que ofrecen dicho servicio.
Los abogados asumen el compromiso de los asuntos pro bono con la misma atención y cuidado con que tratan los asuntos remunerados y los estudios jurídicos asignan un socio supervisor a cargo de dichos casos pro bono.

### España
En España el Consejo General de la Abogacía Española mantiene un registro de abogados que desean trabajar desinteresadamente, es decir pro bono, en causas vinculadas con el interés público. La propuesta, que se recogía en el "VIII Congreso de la Abogacía Española" acogiendo una ponencia de Beltrán Gambier, permite a los ciudadanos ponerse en contacto con letrados interesados en patrocinar ese tipo de causas.
En esta línea, deben destacarse los acuerdos firmados por Transparencia Internacional España con el Consejo General de la Abogacía Española y el Colegio de Abogados de Madrid, en virtud de los cuales los ciudadanos pueden contar con abogados pro bono para asuntos vinculados con el ejercicio del derecho a la información.

### Estados Unidos
Los abogados en los Estados Unidos tienen la recomendación, bajo las reglas éticas de la American Bar Association (ABA), de brindar al menos cincuenta horas de servicio pro bono por año. Algunos estados, sin embargo, recomiendan menor cantidad de horas anuales. Por ejemplo, la New York State Bar Association recomienda solamente veinte horas de servicio pro bono anualmente, mientras que la New York City Bar ha promulgado la misma recomendación que la ABA.

### República Dominicana
Para dar respuesta a los requerimientos de trabajos pro bono en la República Dominicana ha definido su normativa (procedimiento de recepción, aceptación o rechazo de solicitudes de trabajo Pro Bono, de conformidad con la Guía para la Implementación de Programas Pro Bono en las Firmas de Abogados de Latinoamérica), a la cual están sometidos todos los casos que requieran de asistencia legal gratuita a través de los abogados de la Red Nacional de Voluntarios.  Esta asistencia legal debe ser igual o de mayor calidad a los servicios legales que brindan los abogados en forma remunerada. 
Además han aparecido diversas iniciativas que tienen por objetivo prestar servicios de abogacía pro bono a los ciudadanos, como es el caso de la Fundación Pro Bono República Dominicana.

## Clínica jurídica
Una clínica jurídica es una agrupación de estudiantes formada dentro de una Institución Universitaria que trabaja para resolver pro bonos planteados por organizaciones no gubernamentales.